# Avidsen

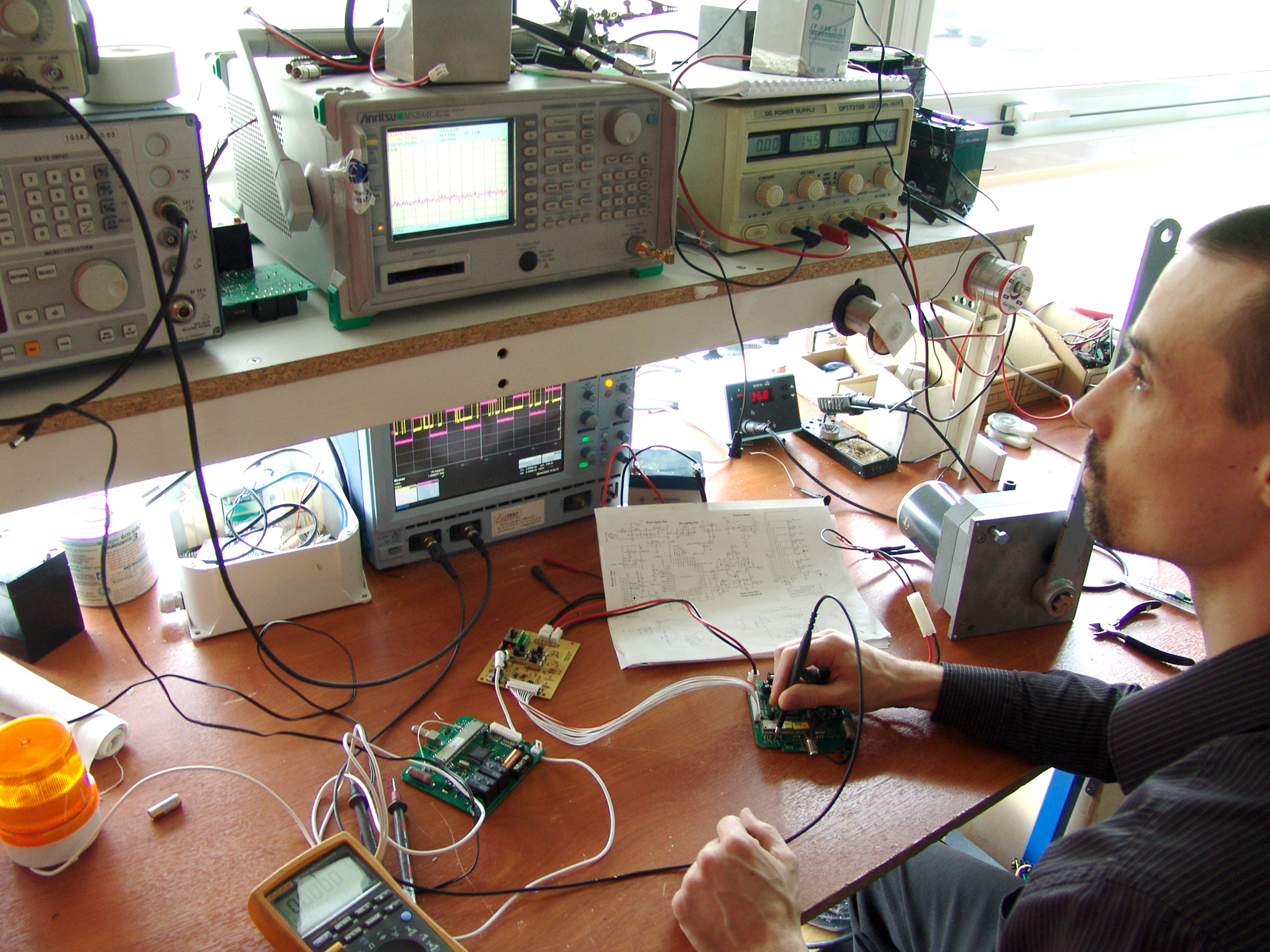
R&D Avidsen

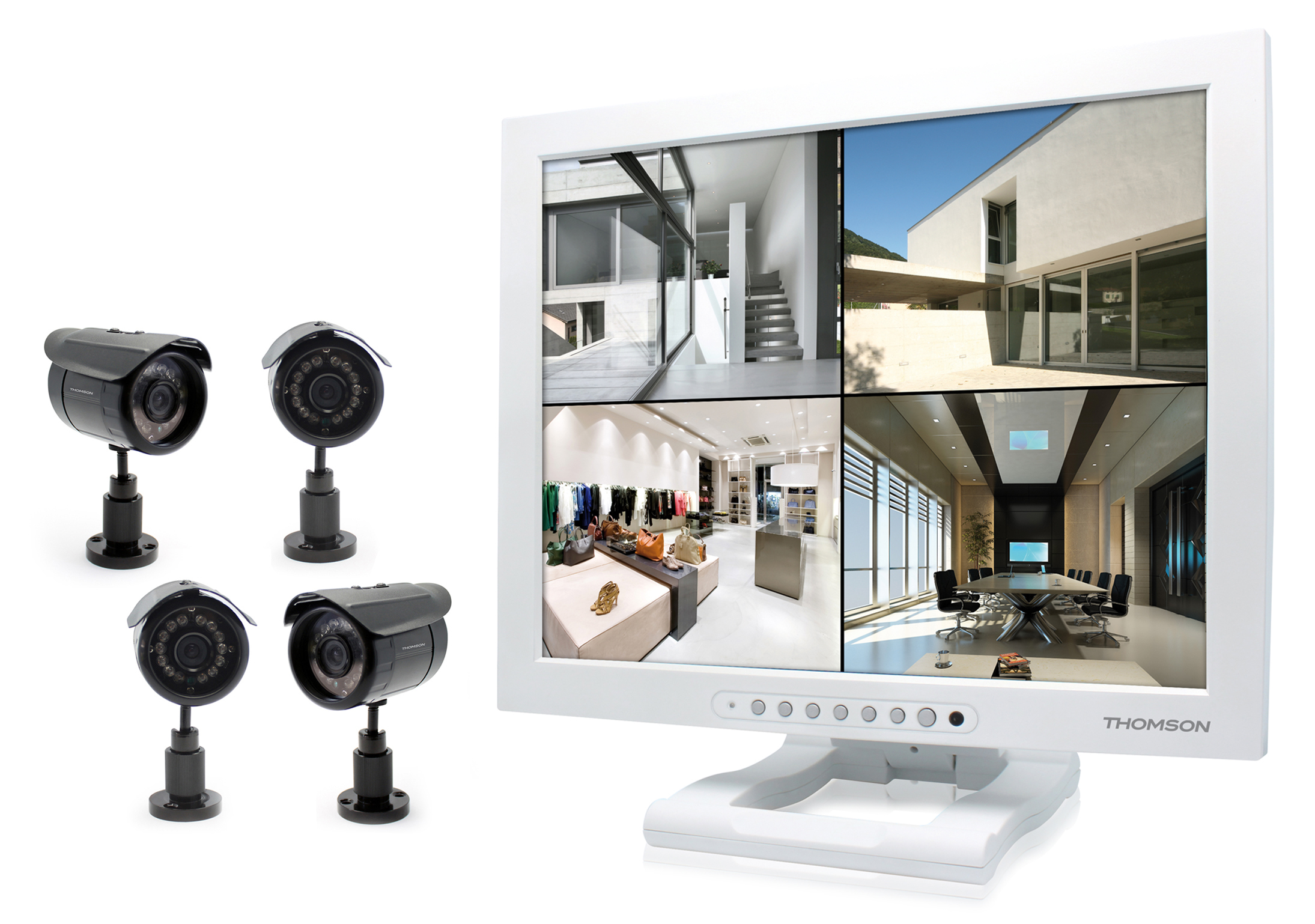
Vidéosurveillance Thomson

Avidsen est une PME française, filiale du groupe Smart Home International, basée à Tours en région Centre-Val de Loire. La société est un acteur en Europe du marché des équipements de gestion des accès, sécurité, protection de la maison, économies d'énergie et domotique. Avidsen crée, développe et vend des objets connectés pour l’habitat, permettant le pilotage à distance de la maison via un accès Internet. L'entreprise dispose d'un catalogue sous sa propre marque, sous la licence Thomson, sous la licence Philips et sous marque blanche pour des enseignes de la grande distribution.

## Historique
À sa création, en 1998, Avidsen est spécialisée dans la motorisation pour portails et volets et développe des solutions de gestion des accès de la maison (interphones, visiophones, alarmes, vidéosurveillances…) et d'économies d'énergie auprès de la grande distribution. L'entreprise invente le premier portail commandé sans fil En 2007, avec l'arrivée d'Alexandre Chaverot à la présidence de l'entreprise, Avidsen investit dans la domotique et la maison connectée pour assurer sa croissance.
En 2014, Demeter s’associe à BNP Paribas Développement et InnovaFonds pour reprendre aux côtés de ses dirigeants le pôle Home Confort (sociétés Avidsen, Extel, Maisonic et leurs filiales en Espagne, Italie et Belgique) du groupe d’électronique grand public HF Company. L’opération valorise le groupe nouvellement créé « Smart Home International » à 23,5 M€.

## Innovation
Avidsen dispose de son propre département R&D. Son équipe d'ingénieurs conçoit et développe en France les matériels et les logiciels de l'ensemble de ses produits électroniques et domotiques. Précurseur de la maison connectée en grande distribution[source insuffisante]. La société acquiert en 2012, la licence Thomson, propriété de Technicolor, pour l'ensemble des gammes de produits de sécurité (visiophonie, alarmes anti-intrusion, vidéosurveillance) et de domotique en Europe.
En 2013, Avidsen lance la Thombox qui permet de contrôler à distance près de 200 périphériques de la gamme Thomson à partir d'un smartphone, d'une tablette tactile ou d'un ordinateur. Cette solution domotique permet aux différents objets connectés d'interagir entre eux et de créer des scénarios pour la gestion automatique des systèmes et appareils électroniques de la maison. Par exemple, les données collectées par des capteurs de chaleur dans les pièces permettent de régler automatiquement des radiateurs, eux aussi connectés. Thomson permet de réduire la consommation électrique de l'habitat et de faire des économies d'énergie.

### Protocole ARW (Avidsen Radio Wave)868MHz
Avidsen s'est spécialisé dans les technologies radio. L'entreprise s'appuie sur ses propres protocoles radio comme le protocole ARW 868 MHz. Cette fréquence, d'une portée de 200  à   300 mètres en champ libre, permet de piloter les équipements électroniques de la gamme Thomson, et de les faire dialoguer les uns avec les autres par une antenne de radiofréquence via des semi-conducteurs pour un usage domotique. Ce protocole radio est crypté, protégé, avec plusieurs millions de combinaisons.

### @mod
Partant du constat qu’un des freins à l’essor du marché du Smart Home, réside dans l’existence des nombreux protocoles de communication radio dédiés à la domotique, non compatibles entre eux, Avidsen a développé la solution @mod, spécialisée dans la gestion du multi-protocoles radio.[réf. nécessaire]

## Principaux concurrents
- Somfy
- Diagral
- Groupe HBF